# 圆锥山蚂蝗
圆锥山蚂蝗（学名：Ototropis elegans）又名美花山蚂蝗，为豆科饿蚂蝗属下的一个物种，原生於南亞到中國中部一帶，過去曾歸類於近緣的山螞蝗屬之中。

## 分佈
本種原生於南亞到中國中部一帶，包括阿富汗、華中、西南地區、東喜馬拉雅山、印度、緬甸、尼泊爾、巴基斯坦、西藏、西喜馬拉雅山等等。
日本也有引入種群。

## 扩展阅读
- 維基物種上的相關：圆锥山蚂蝗